# Войнов, Константин Семёнович
Константи́н Семёнович Войно́в (род. 19 апреля 1960, Усолка, Красноярский край) — российский художник-живописец, Заслуженный художник Российской Федерации, член-корреспондент Российской академии художеств (2011), член-корреспондент Петровской Академии наук и искусств.

## Биография
Константин Семёнович Войнов родился 19 апреля 1960 года в деревне Усолка Дзержинского района Красноярского края. В 1983 году окончил Красноярское художественное училище им. В. И. Сурикова, в 1989 — факультет живописи Красноярского государственного художественного института, мастерская члена-корреспондента Российской Академии художеств, народного художника России А. М. Знака.
В 1991—1994 годах работал в творческой мастерской живописи Российской Академии художеств под руководством народного художника России, академика Левитина А.П. Участник выставок с 1987 года. Пишет портреты, пейзажи, жанровые картины. Член Союза художников России с 1995 года. Персональная выставка в Красноярске в 2005 году. В том же году стал членом-корреспондентом Петровской Академии наук и искусств. В 2010 году удостоен почётного звания Заслуженный художник Российской Федерации. В 2011 избран членом-корреспондентом Российской Академии художеств. Женат на художнице Людмиле Войновой-Чибис.
Из воспоминаний К. С. Войнова о художнике М. К. Копытцевой:

«Пара яблок, стакан с чистой водой — маленькая вселенная. Блик на стекле — планеты. И я — спутник, раскрывший рот от вопроса: почему так хорошо? Попытаюсь сам ответить, почему. Потому, что живописное произведение рождается лишь тогда, когда, помимо всей необходимой грамоты, выучки, школы, художник выливает в красочные сочетания всю свою любовь или ненависть, радость или меланхолию, весь свой жизненный опыт и всю свою душу, вплоть до нанесения последнего мазка нужным цветом в нужное место. Лишь эта живая энергия заставляет картину жить столетия и волновать зрителя, затрагивая в его душе самые тонкие струны. Лишь эта энергия одухотворяет всё, даже самое обыденное и привычное.»

Известен портрет К. С. Войнова, исполненный народным художником России Анатолием Левитиным в 1997 году.